# Джон (село)
Джон (кирг. Жон) — село в Базар-Коргонском районе Джалал-Абадской области Кыргызстана. Входит в состав Бешик-Жонского айылного аймака.

## География
Село расположено в юго-восточной части области, к востоку от реки Кара-Ункюр, на расстоянии приблизительно 2 километров (по прямой) к востоку от города Базар-Коргон, административного центра района. Абсолютная высота — 758 метров над уровнем моря.

## Население
Согласно оценочным данным Национального статистического комитета Кыргызской Республики, численность населения села на начало 2023 года составляла 2256 человек.
| год     | 2009 | 2014 | 2015 | 2020 | 2021 | 2023 |
| ------- | ---- | ---- | ---- | ---- | ---- | ---- |
| человек | 1504 | 1824 | 1843 | 2179 | 2202 | 2256 |